# NGC 6270
NGC 6270 (również PGC 95562) – galaktyka soczewkowata (S0), znajdująca się w gwiazdozbiorze Herkulesa. Odkrył ją Albert Marth 28 czerwca 1864 roku. W niektórych katalogach i bazach obiektów astronomicznych (np. SIMBAD) jako NGC 6270 błędnie skatalogowano galaktykę PGC 59362, znajdującą się w odległości prawie 20' od PGC 95562.